# Vital João Geraldo Wilderink
Dom Frei Vital João Geraldo Wilderink O.Carm. (Devender, 30 de novembro de 1931 — Lídice,11 de junho de 2014) foi um bispo católico holandês, e Bispo Emérito da Diocese de Itaguaí

.

## Estudos
Realizou seus primeiros anos de estudos em Deventer, na Holanda (1939-1944). Fez estudos secundários em Zenderen, Holanda e em Itu, Brasil (1945-1950).
Estudou Filosofia em São Paulo (1952-1954). Cursou Teologia em Roma, Itália (1954-1958).
Especializou-se em Teologia no Angelicum, Roma (1958-1960). É doutor em Teologia.

## Presbiterado
Dom Vital João foi ordenado padre no dia 7 de julho de 1957, em Roma.
Foi professor de Teologia no Colégio Internacional dos Carmelitas, em Roma (1963-1965). Foi diretor do Departamento Promoção da Vida Religiosa da Conferência dos Religiosos do Brasil.

## Episcopado
Dom Vital Wilderink foi nomeado bispo de Itaguaí pelo Papa Paulo VI, em 14 de junho de 1978.
Recebeu a ordenação episcopal no dia 13 de agosto de 1978, em Volta Redonda, das mãos de  Dom Waldyr Calheiros Novaes, Dom Adriano Mandarino Hypólito, OFM e de Dom Mário Teixeira Gurgel, SDS.
Lema: "Testificari Evangelio Gratiae Dei" (Testemunhar o Evangelho da Graça de Deus).

### Atividades durante o episcopado
- Bispo Auxiliar de  Barra do Piraí-Volta Redonda (1978-1980)
- Vigário Episcopal de Angra dos Reis e de Itaguaí (1978-1980)
- Presidente da Comissão Pastoral da Terra(CPT) - Regional Rio de Janeiro
- Membro da Comissão Episcopal de Doutrina da CNBB (1991-1994)

Renunciou ao múnus pastoral no dia 7 de agosto de 1998.

### Ordenações episcopais
Dom  Vital João foi concelebrante da ordenação episcopal de  Dom Francesco Biasin.

## Sucessão
Dom Vital João é o 1º bispo de Itaguaí, foi sucedido por   Dom José Ubiratan Lopes.

## Morte
Dom Vital João Geraldo Wilderinck, OCarm, Bispo Emérito de Itaguaí, faleceu na tarde de 11 de junho de 2014, vítima de um acidente automobilístico na estrada de Lídice.
O bispo seguia a caminho do eremitério Fonte de Elias, no alto do Rio das Pedras, nas montanhas de Lídice, distrito do município de Rio Claro, no Estado do Rio de Janeiro, quando o veículo Toyota que ele dirigia caiu numa ribanceira, num lugar de difícil acesso. Com ele estavam Nerair Souza Gomes, que também morreu, Divineia Souza e Iza Maria Ignácio, que sobreviveram e foram levadas para a Santa Casa de Barra Mansa.
Os corpos de dom Vital e de Nerair foram removidos somente por volta das 2h30min do dia seguinte, sendo levados para o Instituto Médico Legal de Angra dos Reis.
O velório ocorreu na Catedral de Itaguaí. A missa de corpo presente foi celebrada pelo cardeal do Rio de Janeiro, Dom Orani João Tempesta, e a presença dos bispos de Itaguaí, Dom Ubiratan, de Nova Iguaçu, Dom Adriano Berganin, de Caxias São João de Meriti, Dom Tarcísio, de Barra do Piraí Volta Redonda, Dom Francisco Biasin, de Friburgo, Dom Ednei, bispo emérito de Valença, Dom Elias Maning, bispos auxiliares da Arquidiocese do Rio, frades da Ordem dos Carmelitas, autoridades, e centenas de fiéis de várias dioceses.